# María Isabela García
María Isabela García Castillo (n. c. 1989) es una docente y abogada venezolana. Ha sido secretaria de educación del partido Primero Justicia y voluntaria de Mujeres de los líderes opositores María Corina Machado y Edmundo González en Elorza, estado Apure. El 3 de agosto de 2024 fue detenida por ser administradora de un grupo de WhatsApp donde se amenazó a su madrina, la jefa de una Unidad de Batalla Hugo Chávez del sector, aunque García no había creado el grupo y quedó como administradora accidentalmente. Siendo epiléptica, su salud se ha deteriorado durante su reclusión. Su madrina ha testificado que María Isabela no la había amenazado y las UBChs han emitido constancias de buena conducta en su favor, pero no se ha conseguido su liberación.

## Detención
María Isabela ha sido abogada, docente del Liceo Bolivariano “Manuel Antonio Nieves” en Elorza, estado Apure, y ha militado en el partido Primero Justicia. También se ha desempeñado como secretaria de educación del partido en el estado y fue voluntaria de Mujeres de los líderes opositores María Corina Machado y Edmundo González en Elorza.
Varios vecinos suyos crearon un grupo de WhatsApp donde la incluyeron y accidentalmente quedó como administradora. Posteriormente algunos miembros comenzaron a amenazar a su madrina, quien era jefa de una Unidad de Batalla Hugo Chávez (UBCh). El 3 de agosto de 2024, a raíz de las denuncias, María Isabel fue detenida en la alcabala 352 del Destacamento de la Guardia Nacional Bolivariana (GNB) en Elorza y posteriormente trasladada a Mantecal, también en el estado Apure, donde más adelante fue recluida en un comando de la GNB. En el momento de su arresto estaba cargando a su hijo de un año. María Isabel fue presentada una semana después de su detención, no tuve derecho a una defensa privada y se le impuso una defensora pública. La audiencia de imputación fue realizada telemáticamente, y el funcionario que afirmó ser fiscal no se identificó. Fue imputada con los delitos de "terrorismo" e "incitación al odio". García coaccionada para grabar un video de inculpación, pero se encontraba tan nerviosa que no pudo hacerlo.
Su madrina, quien fue la afectada, testificó ante la fiscalía que María Isabela no fue quien la había amenazado, aunque sin efecto. Las UBChs también emitieron constancias de buena conducta de María Isabela, aunque sin conseguir su liberación tampoco. Su hermana ha declarado que en su pueblo natal no hubo protestas, que no fue arrestada en ningún hecho violento, y que más bien por el contrario era una docente que formaba a alumnos. La salud de María Isabel se ha deteriorado durante su detención; siendo epiléptica, sus ataques han empeorado y no ha recibido el tratamiento o la atención médica apropiada. El Comité de Derechos Humanos del partido Vente Venezuela ha denunciado la situación.
Su familia ha solicitado una medida humanitaria que la beneficie ante Tarek William Saab, fiscal general designado por la Asamblea Nacional Constituyente de 2017, al ser la madre de un niño de un año. También han realizado diligencias ante le fiscalía, la defensora pública que le fue asignada y la Defensoría del Pueblo.

## Vida personal
María Isabela García tiene una hermana y dos hijos menores de edad, uno de los cuales acababa de cumplir un año al momento de su arresto. Su madrina ha sido jefa de una Unidad de Batalla Hugo Chávez (UBCh) en Elorza, estado Apure. María Isabela  tiene epilepsia, razón por la cual su hermana ha mostrado preocupación por su estado de salud durante su detención.